# Chintamani Rao
Chintamani Nagesa Ramachandra Rao, mais conhecido como C.N.R. Rao (Bangalore, 30 de junho de 1934) é um químico indiano.
Trabalhou principalmente com química do estado sólido e química estrutural.